# Vertreter-Convent

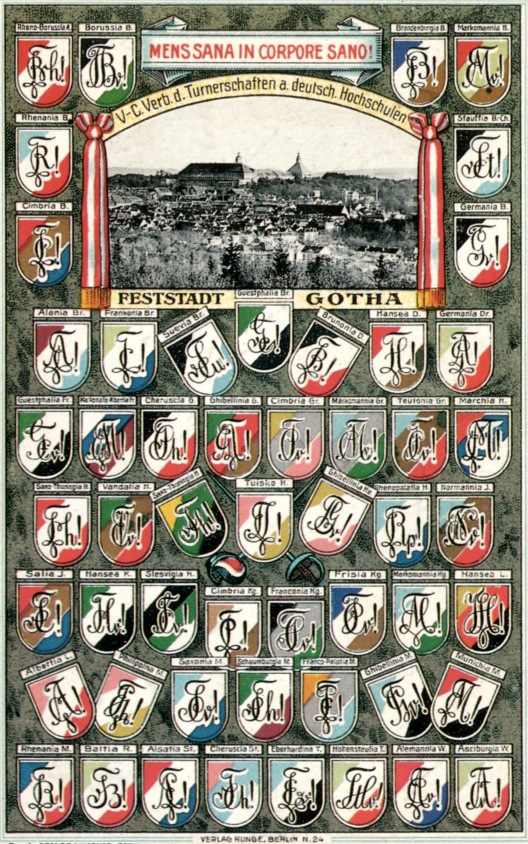
Turnerschaften des Vertreter-Convents 1911

Der Vertreter-Convent (abgekürzt VC) war ein 1872, zunächst unter dem Namen Cartell-Verband der Akademischen Turnvereine, gegründeter Korporationsverband pflichtschlagender und farbentragender Studentenverbindungen. Er war der Dachverband der akademischen Turnerschaften auf deutschen Hochschulen. Er umfasste zeitweilig über 80 Mitgliedsverbindungen an fast allen deutschen Universitäten und hatte mit der Vereinigung Alter Turnerschafter (VAT) ein Verbandsnetzwerk der Alten Herren in vielen Städten.

## Ausrichtung
Der Vertreter-Convent war wie seine Mitgliedsturnerschaften grundsätzlich unpolitisch, jedoch integraler Bestandteil des vorwiegend konservativen bis rechtsliberalen Bürger- und Studententums zur Zeit des Wilhelmischen Kaiserreichs. Auch zu Beginn der Weimarer Republik vertrat der VC nach außen keine politischen Ziele, kann aber von der Orientierung her in die restaurativ-konservativ gesinnte und der Republik eher skeptisch gegenüberstehende Bürger- und Akademikergesellschaft dieser Zeit eingeordnet werden. Dagegen spielte er Anfang der 1930er Jahre neben der Deutschen Burschenschaft (DB) „eine besondere Rolle rechts vom NSDStB“ und gehörte neben DB und der Deutschen Sängerschaft Ende 1934 zu den maßgeblichen Betreibern der Spaltung des Allgemeinen Deutschen Waffenrings und der Gründung des „Völkischen Waffenrings“. Im Rahmen der fortschreitenden NS-Gleichschaltungstendenzen löste sich der VC 1935 selbst auf.

## Tagungsort

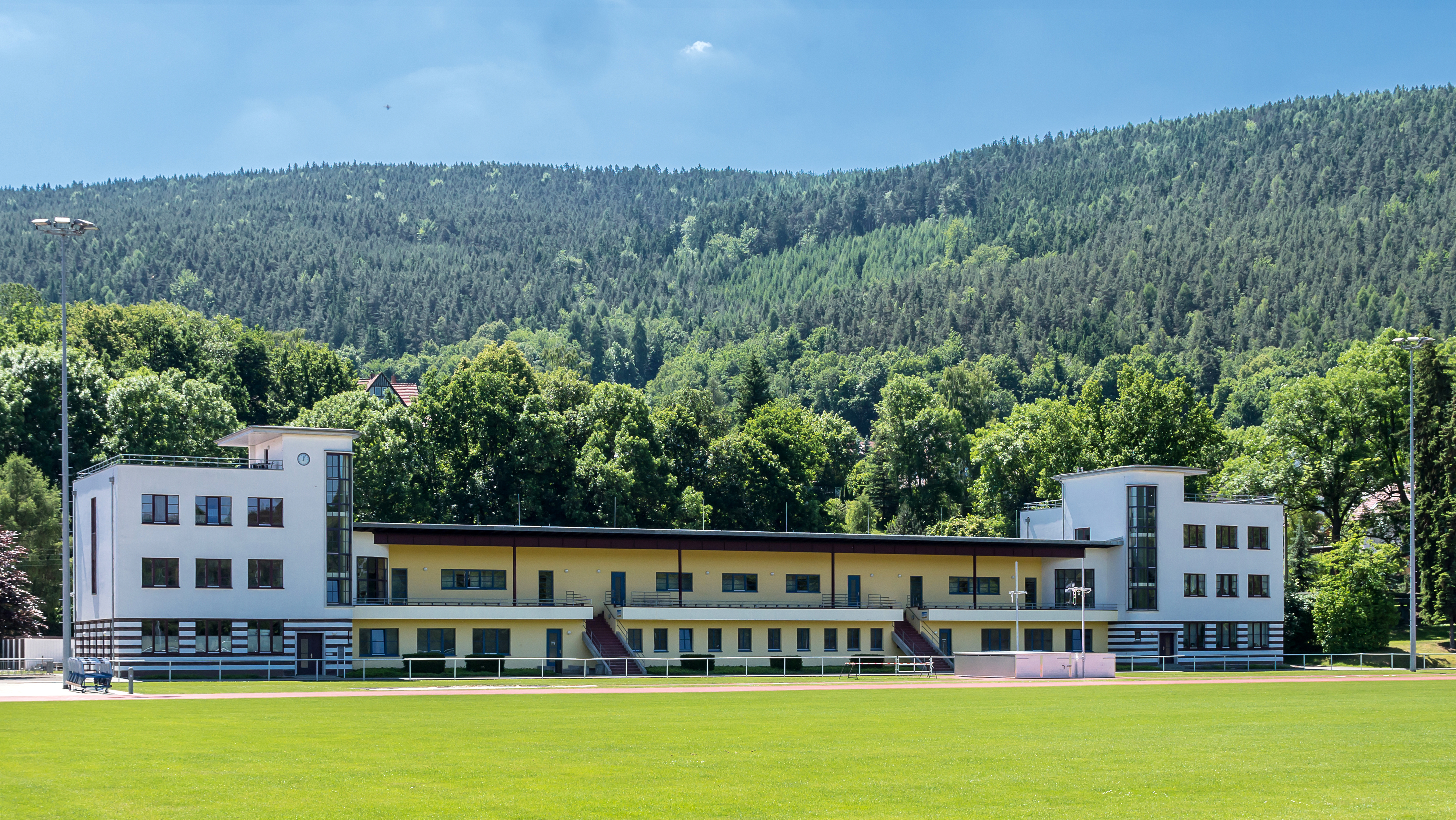
Ehemalige Tribüne des VC-Stadions

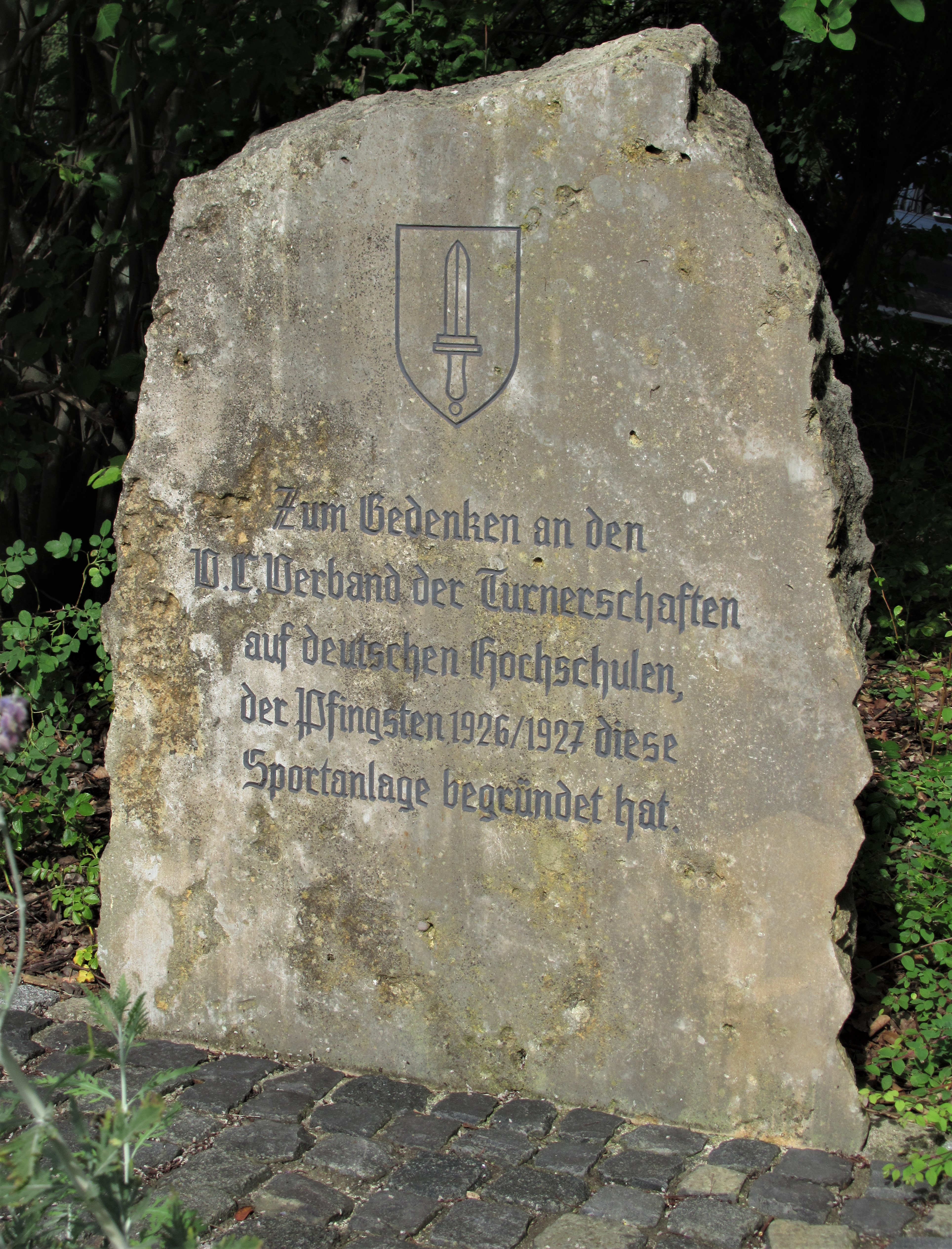
Gedenkstein in Bad Blankenburg

Fanden die alljährlichen großen Verbandstreffen zunächst an verschiedenen Orten statt, so wurde, auf Beschluss von 1925, ab 1926 die Stadt Bad Blankenburg im Thüringer Wald zentraler Versammlungsort des VC. Er entwickelte dort eine breite Bautätigkeit. Insbesondere die Stadthalle (erbaut 1931) und das VC-Stadion (erbaut 1932), eine für die damalige Zeit hochmoderne Sportstätte (heute: Thüringer Landessportschule), sowie 1928 das VC- bzw. Turnerschafterdenkmal im Turm der Schlossruine Greifenstein wurden errichtet und sind heute noch vorhanden.

## Fusion mit der Deutschen Landsmannschaft
1950 schlossen sich die Mitglieder der ehemaligen Deutsche Landsmannschaft (DL) und des ehemaligen VC zum Coburger Convent (CC) zusammen. Die Turnerschaften des ehemaligen VC sind dort aktuell deutlich in der Minderheit, da eine Reihe von Turnerschaften um 1970 in die Nachwehen der Studentenunruhen geriet, so dass die Turnerschafterbewegung sich aufspaltete: Der überwiegende Teil der Mitgliedsbünde verblieb zwar im CC, ein Teil aber gab das akademische Fechten faktisch auf und gründete den Marburger Konvent (MK). Turnerschaften des ehemaligen Vertreter-Convents finden sich heute als Mitgliedsbünde im Coburger Convent (CC), im Marburger Konvent (MK) oder als verbandsfreie Verbindungen.